# Jon Savage
Pour les articles homonymes, voir Savage.
Jon Savage (Jonathon Sage, né le 2 septembre 1953) est un journaliste rock britannique, principalement connu pour sa biographie des Sex Pistols, England's Dreaming, publiée en anglais en 1991, traduite en français en 2002 et décrite comme un « monument d’érudition ».

## Carrière
Il fait ses études à Cambridge. En 1976, il rédige un fanzine London's Outrage et il écrit pour l'hebdomadaire Sounds de 1977 à 1979 ; il rejoint le Melody Maker en 1979, puis The Face en 1980, à sa création. Durant les années 1980, Savage écrit dans The Observer et le New Statesman.
England's Dreaming est publié par Faber en 1991. En 1995, le livre sert de base pour un documentaire de la BBC2, Punk and the Pistols. En 2001, le livre est réédité avec une nouvelle introduction.
Savage écrit désormais[Depuis quand ?] pour diverses publications comme le magazine Mojo et le The Observer Music Monthly. Son livre, Teenage: The Creation of Youth Culture, est publié en 2007.
Plusieurs compilations CD ont été réalisées à partir de ses suggestions musicales, comme England's Dreaming (2004), Meridian 1970 (2005), Queer Noises 1961-1978 (2006).

#### En français
- England's dreaming - Les Sex Pistols et le mouvement punk, Allia, 2002.   (ISBN 2-84485-102-9)
- The England's dreaming tapes, Allia, 2011.  (ISBN 978-2-84485-416-2)
- Machine Soul, Allia, 2011.  (ISBN 978-2-84485-381-3)
- Le reste n'était qu'obscurité : L'histoire orale de Joy Division, Allia, 2020.  (ISBN 979-10-304-1223-9)

#### En anglais
- England's Dreaming - Sex Pistols and Punk Rock, Faber & Faber Ltd, 1991.  (ISBN 978-0-571-13975-0)
- Time Travel : Pop, Media and Sexuality, 1976-96, Chatto and Windus, 1996, 424 pages.  (ISBN 978-0-7011-6360-0) ou Time Travel : From the "Sex Pistols" to "Nirvana" - Pop, Media and Sexuality, 1977-96, Vintage New Ed edition, 1997, 424 pages.  (ISBN 978-0-09-958871-9)
- Teenage : The Creation of Youth Culture, Viking Books, 2007.  (ISBN 978-0-670-03837-4)

### Filmographie
- Joy Division, A Documentary, réalisé par Grant Gee, écrit par Jon Savage à partir des recherches de Ed Webb-Ingall, 2007.